# Windmühle Rijn en Zon
Rijn en Zon (dt. Rhein und Sonne) ist eine Turmwindmühle in Utrecht, Niederlande, an der Ecke Adelaarstraat und Merelstraat im Nordosten der Stadt im Utrechter Stadtteil Vogelenbuurt (Vogelgebiet). Sie ist die Nachfolgemühle der gleichnamigen Vorgängermühle von 1745.

## Geschichte
Die ursprüngliche Mühle „Rijn en Son“ (damalige Schreibweise „Rÿn en Son“ oder „R(h)yn en Son“) wurde 1745 auf der Stadtmauer (ndl. walkorenmolen) am Paardenveld (ndl. Pferdefeld) von Govert van Rhijn und Bernard Sonnenberg erbaut. Beide nahmen sich als Namensvetter der Mühle und ließen einen schön bemalten sogenannten Giebel- oder Fassadenstein (ndl. gevelsteen, engl. gable stone), der nach dem Abriss der Mühle 1912 in die Sammlung des Utrechter Zentralmuseums gelangte, mit einer strahlenden Sonne an einem Fluss und nachfolgendem Text anbringen:
| A° 1745 DE.RYN.EN.SON.EEN SUYVERE.BRON MET.WARME.STRAALEE TOT.UTREGHTS.PRONCK,BELOFTE.SCHONCK OM.WEL.TE.MAALLEE GESTIGHT.DOOR.BN SONNEN.BERGH EN.GV VAN.REYN. C.E.B. |

In heutigem Niederländisch:
| A° 1745 DE.RIJN.EN.ZON.EEN ZUIVERE.BRON MET.WARME.STRALEN TOT.UTRECHTS.PRONK,BELOFTE.SCHONK OM.WEL.TE.MALE GESTICHT.DOOR.BN SONNENBERG EN.GV VAN.RHEIJN. C.E.B. |

In Deutsch:
| ANNO 1745 DIE.RHEIN.UND.SONNE.EIN SAUBERER.BRUNNEN MIT.WARMEN.STRAHLEN ZU.UTRECHTS.GLANZ,GELOBTES.SCHENKTE UM.GUT.ZU.MAHLEN GESTIFTET.VON.BN SONNENBERG UND.GV VAN.RHIJN. C.E.B. |

Die Abkürzung „C.E.B.“ könnte Christus edificium beneficat – Christus segne das Bauwerk bedeuten.
In den Anfangsjahren der Kornmühle „Rijn en Son“, in der Blütezeit der Windmühlen, gab es in Utrecht dutzende Windmühlen, nach J. G. Buis waren es 56. Die Verteidigungsanlagen um die Stadt waren bevorzugte Standorte für sie. Im Sommer 1674 zerstörte ein schwerer Sturm zahlreiche Gebäude der Stadt, nur zwei Mühlen standen nach dem Sturm noch auf den Wällen.
Wegen des Vorhabens der Gemeinde Utrecht, auf dem Paardenvelt eine Pflanzenauktion einzurichten, wurde die Windmühle „Rijn en Son“ und mit ihr die nahestehende Mühle „De Meiboom“ („Der Maibaum“) 1912 abgerissen. Im selben Jahr errichtete man bis 1913 einen halben Kilometer nordöstlich der ursprünglichen Stelle eine neue Mühle gleichen Namens „Rijn en Zon“ in dieser Schreibweise an der Adelaarstraat 30 (Adlerstraße 30 (offizielle Adresse), Ecke Merelstraat 6 (Amselstraße)), damals noch in ländlicher Umgebung. Beim Bau fanden Teile der Mühle „De Maiboom“ und anderer Mühlen Verwendung. Während des Baus ging der Auftragnehmer in Konkurs. Der Müller der alten Mühle „Rijn en Son“, Jan Korevaar, sprang ein und übernahm als Müller, Mühlenbauer und Eigner die neue „Rijn en Zon“. Er verwendete beim Bau seiner Mühle viele der damals neuesten Entwicklungen im Mühlenbau. Eine Kopie des ursprünglichen Giebelsteins, der im Museum aufbewahrt wird, ließ er in die Mühlenwand einsetzen. Seine beiden Söhne folgte ihm als Müller. Während der Kriegsjahre 1939–1945 spielte die Mühle für die Mehlversorgung in Utrecht eine wichtige Rolle.
Während eines Sturmes am 1. März 1949 drehte sich die Mühlkappe mit dem Flügelkreuz ungebremst, was sie so stark beschädigte, dass sie nicht mehr gekrüht (gedreht) werden konnte. In den frühen 1960er Jahren stand die Mühle aufgrund einer geplanten Stadterweiterung auf der Abrissliste. Nach langen Verhandlungen mit der Eignerfamilie Korevaar konnte die Mühle von der Gemeinde Utrecht 1974 gekauft werden. 1975 stürzten in einem weiteren Sturm Teile der Galerie nach unten. 1977–1978 wurde sie grundlegend restauriert (Galerie, Kappe mit Flügelkreuz, Kammrad, Fenster) und wieder in Betrieb genommen. Die äußere Ziegelmauer wurde intensiv gereinigt, so dass die große Stadtmühle von Utrecht wieder in schönem Ziegelrot erscheint. Im Eingangsbereich wurde der Bioladen De Korenschoof (Die Korngarbe) eingerichtet, der Mehl und Brot, aus dem Korn der Mühle gebacken, verkaufte. Nach dessen Wegzug nutzte eine Biometzgerei die Verkaufsfläche. Heute läuft die Mühle noch regelmäßig und malt zeitweise Korn. Die ziegelrote Windmühle „Rijn en Zon“ ist ein nationales Denkmal der Niederlande und beherrscht das nordöstliche Stadtbild.

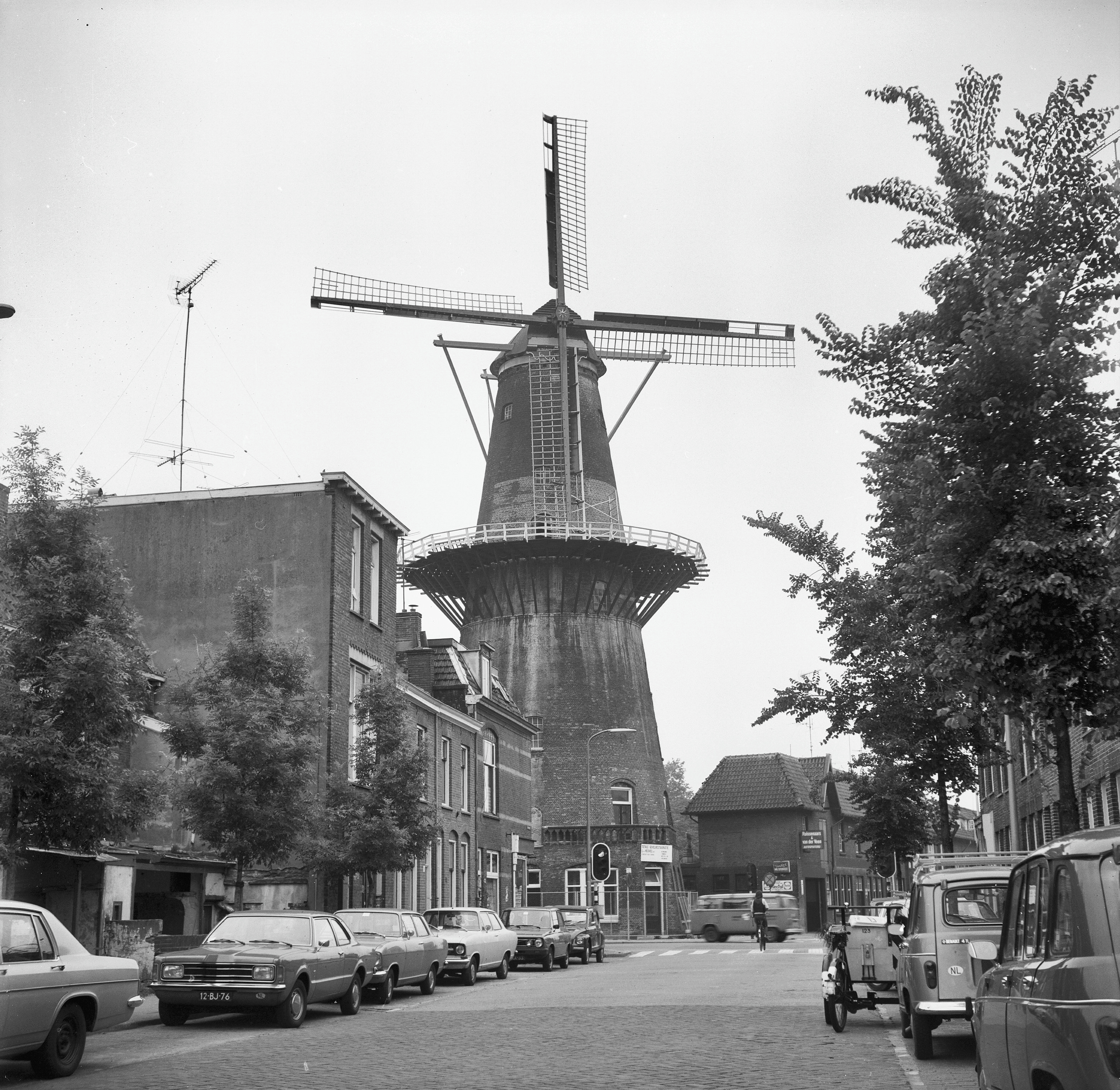
„Rijn en Zon“ 1978 mit neuer Galerie und Antrieb

Im August 2015 wurden Flügel und Kappe zwecks Überholung bzw. Austausches abgenommen, die Turmöffnung versiegelt, seit April 2016 ist die große Mühle wieder komplett mit neuer Kappe und Flügeln. Im April 2017 wurde der Betrieb wieder eingestellt, da einige der Bolzen, die die geteilten Ruten im Flügelkreuz zusammenhielten, gebrochen waren, was auch bei einer weiteren Mühle dieses Rutentypes festgestellt wurde. Allen Eignern von Windmühlen mit dieser Konstruktion wurde nahegelegt, das Flügelkreuz nicht mehr drehen zu lassen.
Neben der Mühle „Rijn en Zon“ gibt es in der Stadt Utrecht nur noch die 1997 umgebaute Sägemühle „De Ster“ („Der Stern“).

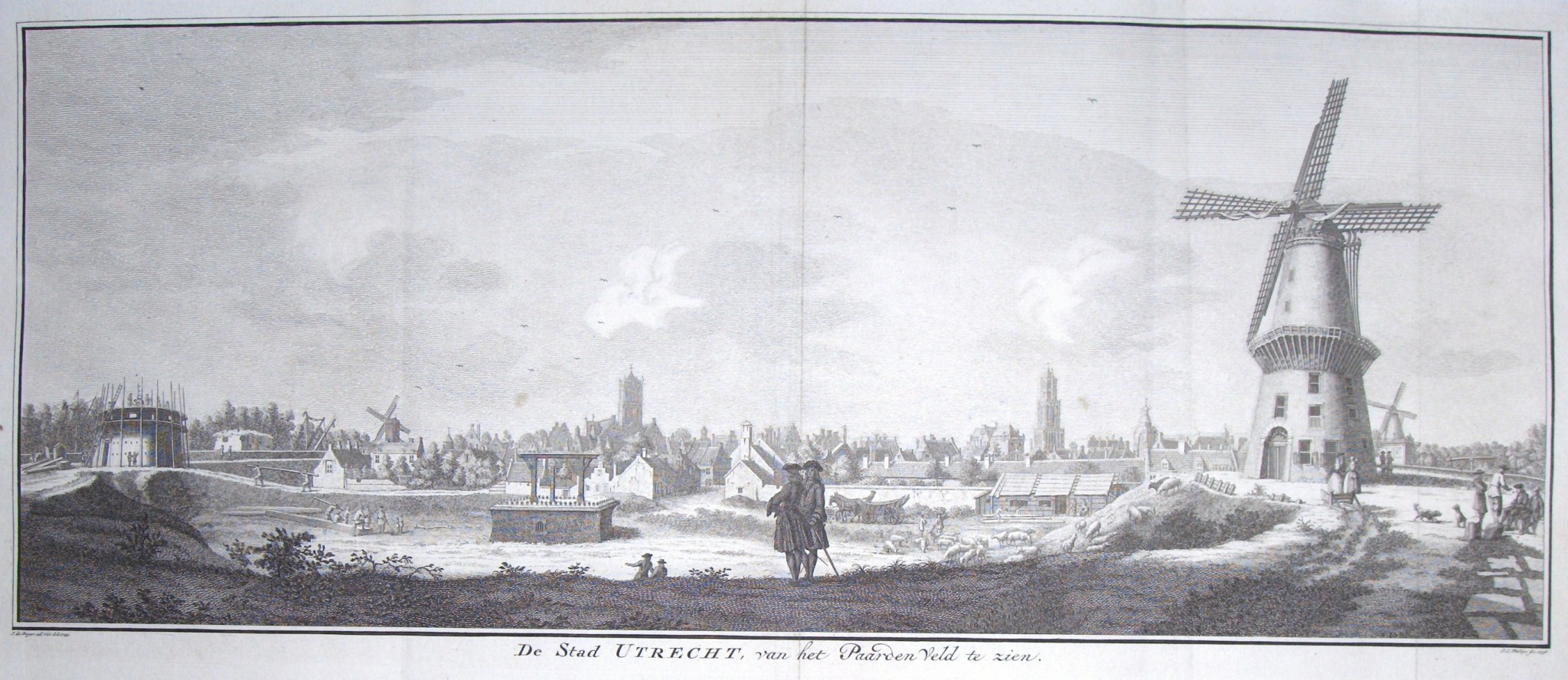
Ansicht von Utrecht Mitte des 18. Jahrhunderts: links Windmühle „Rijn en Zon“ im Bau, rechts Windmühle „De Meiboom“

## Beschreibung
Die Galerieturmwindmühle (ndl. ronde stenen stellingmolen; ronde stenen bovenkruier (Obenkrüher)) „Rijn en Zon“ ist eine typische niederländische Stadtmühle mit sehr hohem Mühlenturm (~29 m) – höher sind nur vier Stadtmühlen in Schiedam, erbaut aus über einer halben Million roter Ziegel. Am Boden hat er einen Außendurchmesser von etwa 14 Metern (ohne den Parterrevorbau mit Balkon im Südosten). Die Galerie befindet sich in 17,70 Meter Höhe, der First der Kappe bei etwa 32 Metern. Die mit Dachpappe gedeckte Kappe läuft auf 48 Eisenrollen zwischen den beiden eisernen Ringprofilen, am Kammrad mit 53 Kämmen (Zähnen) ist eine lose Flämische Bremse (Vlaamse vang) mit vier Blöcken angebracht. Die Flucht (Durchmesser) des Flügelkreuzes mit geteilten Ruten (eine seltenere Konstruktion) beträgt 24,90 Meter. Sie verfügt über neun Böden (ndl. zolders): Ladenboden, Lagerungsboden 1 und 2, Kornboden, Mahlboden (Mehlboden), Steinboden, Einfüllboden, Aufzugsboden, Kappenboden (ndl.: winkelzolder, opslagzolder 1, opslagzolder 2, graanzolder, maalzolder, steenzolder, overslagzolder, luizolder, capzolder) und drei Mahlgänge mit Franzosen (französischer Süßwasserquarz, höchste Qualität, aus La Ferté-sous-Jouarre bei Châlons-en-Champagne (Châlons-sur-Marne)), einen Walzenstuhl,2 Sichter, 2 Korneiniger, ein Mischer (mengkuip). Gedreht (gekrüht) wird die große ziegelsteinerne Kornwindmühle, wie in den Niederlanden fast ausschließlich üblich, von außen (ndl. buitenkruier) über Steert mit Haspel, zwei Schorenpaare sowie die durch die Kappe laufenden Spreetbalken von der Galerie aus. Mit ihren Abmessungen ist die Windmühle „Rijn en Zon“ die fünfthöchste in den Niederlanden (die anderen vier stehen in Schiedam) und ist die höchste in der Provinz Utrecht.

### Mühlendaten
- Kappenhöhe: 32 m (105 ft)
- Gesamthöhe: 43,3 m (142 ft)
- Galeriehöhe: 17,7 m (58 ft)
- Spannweite der Mühlenflügel (Durchmesser/Flucht): 24,9 m (81,66 ft)
- Kammraddurchmesser: 2,99 m (9,8 ft) mit 53 Kämmen
- Basisaußenweite: 14 m (46 ft)
- Mahlgänge: 3 + 1 Walzenstuhl
- Böden: 9